# Stefano Marra
Stefano Marra (Roma, 11 marzo 1968) è un ex calciatore italiano, di ruolo difensore.

## Carriera
Nella stagione 1985-1986 fa parte della rosa della Roma (società di Serie A) senza mai scendere in campo in partite ufficiali; inizia poi la stagione 1986-1987 con la maglia dell'Udinese, sempre in massima serie, per poi essere ceduto nell'ottobre del 1986 al Monopoli, con cui gioca 2 partite in Serie C1 1986-1987 esordendo pertanto in campionati professionistici. Rimane con i pugliesi fino all'ottobre del 1987, quando viene ceduto alla Virtus Lanciano: con gli abruzzesi nella stagione 1987-1988 gioca 25 partite in Serie C2 senza mai segnare. Gioca in quarta serie anche nella stagione 1988-1989, nel corso della quale scende in campo in 30 occasioni con la maglia del Fano.
Nell'estate del 1989 si accasa al Cosenza, società di Serie B, con cui nel corso della stagione 1989-1990 gioca 5 partite nella serie cadetta; viene riconfermato in squadra anche per la stagione 1990-1991, che termina con all'attivo 28 presenze senza reti in Serie B. Inizia con i calabresi anche la stagione 1991-1992, ma dopo aver giocato 8 partite di campionato nel novembre del 1991 viene ceduto al Monza, squadra militante in Serie C1, con cui termina la stagione 1991-1992 segnando un gol in 23 presenze, contribuendo così alla promozione in Serie B della formazione lombarda. Veste la maglia del Monza per altre due stagioni consecutive, entrambe in seconda serie: nella stagione 1992-1993 gioca 12 partite, mentre nella stagione 1993-1994 gioca altre 13 partite di campionato.
In carriera ha giocato complessivamente 66 partite in Serie B.